# Ichnanthus nemoralis
Ichnanthus nemoralis là một loài thực vật có hoa trong họ Hòa thảo. Loài này được (Schrad.) Hitchc. & Chase mô tả khoa học đầu tiên năm 1917.